# Mireia Gutiérrez
Mireia Gutiérrez (Andorra la Vella, 9 oktober 1988) is een Andorrese alpineskiester.

## Carrière
Gutiérrez maakte haar wereldbekerdebuut in december 2008 tijdens de slalom in La Molina. 
Op de Olympische Winterspelen 2010 behaalde Gutiérrez een 24e plaats op de supercombinatie en een 28e plaats op de afdaling. In 2014 eindigde ze 18e op de Olympische supercombinatie.

## Resultaten

### Titels
Andorrees kampioene reuzenslalom - 2007, 2009, 2010, 2012, 2013, 2014
Andorrees kampioene slalom - 2004, 2006, 2009, 2010, 2013, 2014, 2016, 2017

### Wereldkampioenschappen
| Jaar | Plaats                 | Resultaten                                                     |
| ---- | ---------------------- | -------------------------------------------------------------- |
| 2009 | Val-d'Isère            | 19e Supercombinatie 29e Super-G DNF Slalom                     |
| 2011 | Garmisch-Partenkirchen | DNF1 Slalom DNF1 Reuzenslalom DNF1 Super G DNF2 Superombinatie |
| 2013 | Schladming             | DNF1 Slalom DNF2 Supercombinatie                               |
| 2015 | Vail/Beaver Creek      | 25e Slalom                                                     |
| 2017 | Sankt Moritz           | 34e Slalom                                                     |
| 2019 | Åre                    | 23e Slalom                                                     |

### Olympische Spelen
| Jaar | Plaats      | Resultaten                                                               |
| ---- | ----------- | ------------------------------------------------------------------------ |
| 2010 | Vancouver   | 24e Supercombinatie 28e Afdaling DNF Reuzenslalom DNF Slalom DNF Super G |
| 2014 | Sotsji      | 18e Supercombinatie DNF1 Reuzenslalom DNF1 Slalom                        |
| 2018 | Pyeongchang | 30e Slalom                                                               |

### Wereldbeker

#### Eindklasseringen
| Seizoen   | Algm | SL  |
| --------- | ---- | --- |
| 2014/2015 | 103e | 45e |
| 2016/2017 | 122e | 55e |